# Laxita melanotica
Laxita melanotica är en fjärilsart som beskrevs av Riley 1945. Laxita melanotica ingår i släktet Laxita och familjen Riodinidae. Inga underarter finns listade i Catalogue of Life.